# Бурмакіна
Бурма́кіна (рос. Бурмакина) — присілок у складі Слободо-Туринського району Свердловської області. Входить до складу Усть-Ніцинського сільського поселення.
Населення — 98 осіб (2010, 93 у 2002).
Національний склад населення станом на 2002 рік: росіяни — 96 %.